# Guzmania nidularioides
Guzmania nidularioides är en gräsväxtart som beskrevs av Lyman Bradford Smith och Robert William Read. Guzmania nidularioides ingår i släktet Guzmania och familjen Bromeliaceae. Inga underarter finns listade i Catalogue of Life.